# Сола, Авраам де
Авраа́м де Со́ла (англ. Abraham de Sola; 18 сентября 1825, Лондон, Великобритания — 5 июня 1882, Нью-Йорк, США) — писатель из еврейского рода Де Сола, профессор Монреальского университета.

## Биография
Сын Давида де Аарона де Солы. В 1846 году был избран испанско-португальской общиной Монреаля в раввины. В 1848 году Сола стал приват-доцентом в Монреальском университете, в 1853 году получил звание профессора и читал курс еврейской и восточной литературы. Впоследствии был деканом факультета. Сола был выдающимся публицистом, наиболее талантливым представителем ортодоксальной партии в среде американского еврейства. В течение свыше 20 лет он усердно писал в защиту своих идей заметки и статьи в «Occident» Лисера, с которым разделял ответственность за борьбу с реформистами.